# Ҋ
Das Ҋ (Kleinbuchstabe ҋ) ist ein Buchstabe des kyrillischen Alphabets, bestehend aus einem И mit Breve und Schwanz. In der kildinsamischen Sprache steht es für den Laut j̊. Manchmal wird es durch den Buchstaben Ј ersetzt.

## Zeichenkodierung
| Standard  | Standard    | Majuskel Ҋ                                | Minuskel ҋ                              |
| --------- | ----------- | ----------------------------------------- | --------------------------------------- |
| Unicode   | Codepoint   | U+048A                                    | U+048B                                  |
| Unicode   | Name        | CYRILLIC CAPITAL LETTER SHORT I WITH TAIL | CYRILLIC SMALL LETTER SHORT I WITH TAIL |
| UTF-8     | UTF-8       | D2 8A                                     | D2 8B                                   |
| XML/XHTML | dezimal     | &#1162;                                   | &#1163;                                 |
| XML/XHTML | hexadezimal | &#x048A;                                  | &#x048B;                                |